# SN 2020fqv
SN 2020fqv是II型超新星，於2020年3月首次出現在螺旋星系NGC 4568中，距離地球約6,000萬光年。茲威基瞬變設備和凌日系外行星巡天衛星皆觀測到該次爆炸，哈伯太空望遠鏡也在其爆炸前幾年以及爆炸後26小時內進行觀測，並與其他觀測儀器提供該次事件的第一整體視圖。
SN 2020fqv的前身星（progenitor star）被認為是一顆紅超巨星，半徑為800±100 R☉，質量 15±3 M☉，為相當典型的II型超新星前身星。